# Erebabraxas
Erebabraxas là một chi bướm đêm thuộc họ Geometridae.